# Megascops koepckeae
Megascops koepckeae е вид птица от семейство Совови (Strigidae).

## Разпространение
Видът е разпространен в Перу.